# 胡安·多明戈斯
胡安·多明戈斯·拉玛斯（Juan Domínguez Lamas，1990年1月8日—），出生于西班牙加利西亚大区的庞特德乌梅，是一名现效力于西班牙拉科鲁尼亚队的中场球员。
胡安·多明戈斯第一次代表拉科鲁尼亚登场是2009年12月13日1:1打平阿尔梅里亚的比赛，他在比赛的第55分钟换下了球队的传奇人物胡安·卡洛斯·贝莱隆。